# Musicamanovella
I Musicamanovella sono un gruppo musicale italiano proveniente da Potenza.

## Storia
Il gruppo nasce nel 2004 dopo un concerto di Vinicio Capossela a Pignola (PZ).

### 2004-2010
Partecipano a numerosi concorsi ricevendo premi e consensi con i loro brani originali. 
Partecipano alle finali regionali dell’ITALIA WAVE FESTIVAL e al POLLINO MUSIC FESTIVAL.

### 2010-2012
Il 31 Luglio 2010 esce “L'Amore è Cieco o Ci Vede Poco” il primo lavoro discografico della band prodotto dalla Pro Art Lab di Roma e da OFFICINA RECORD.
Un concept album che affronta con ironia il tema dell’amore in tutte le sue forme scritto con uno stile tutto suo dal frontman del gruppo Rocco Spagnoletta. Il disco vanta numerose collaborazioni tra cui Nello Giudice, Guido Foddis, Mariano Caiano.
Nel maggio 2011 esce il singolo El Escorpion Muy Borracho in Spagna e il video viene trasmesso in rotazione sul canale musicale spagnolo SOL MUSICA.
L’estate 2011 vede i Musicamanovella protagonisti di un tour di 20 date che tocca Italia e Spagna e si conclude con un memorabile concerto il 29 ottobre 2011 alla prestigiosa SALA HEINEKEN di Madrid.
A Ottobre 2011 i Musicamanovella entrano in studio per iniziare la lavorazione del nuovo disco che vedrà partecipazioni importanti quali quella di Fabrizio Bosso.
Il 17 Novembre 2011 Vinicio Capossela canta insieme a Rocco Spagnoletta e Antonio Gruosso dei Musicamanovella la canzone Lu Riscignuol, canzone pignolese degli anni ’50, durante una tappa del suo tour: Marinai, profeti e balene.

### 2012-2014
Esce il 30 Giugno 2012 il secondo disco della band dal titolo "Te lo giuro su Vinicio Capossela" un agrodolce ritratto del mondo globale dai briganti lucani agli immigrati africani.
Il 4 giugno 2012 il nuovo disco viene presentato su Sky Commedy Central e Rai 2 nella trasmissione "Bravo Grazie" condotta da Cristina Chiabotto dove i Musicamanovella suonano la sigla.
Il 15 Maggio 2012 parte il MANICHINITOUR 2012. Un tour che tocca 22 piazze del sud Italia e che racconta in maniera scanzonata come solo il sentimento può sconfiggere l’immobilismo del mondo.
L’estate 2012 vede i Musicamanovella in questo tour che conterà a fine stagione 22 concerti in tutta Italia con grande successo di pubblico e di critica.
Entrano nel gruppo il chitarrista Renato Pezzano e il batterista Antonello Ruggiero.
Il gruppo viene scelto da Eugenio Bennato per la compilation "Lucania Etnofolk" con la canzone "Lo scorpione ubriaco".

### 2014-oggi
A marzo del 2014 vincono il contest di Rai Radio 1 "Citofonare Cuccarini" e sono ospiti in trasmissione.
Il 2014 vede i Musicamanovella sul palco del Concerto del Primo Maggio di Roma dove eseguono tre canzoni del loro primo album (L'amore è cieco, Lo Scorpione Ubriaco e Quello che sei) riscuotendo un grande successo di pubblico e di Critica.
Nel 2021 pubblicano il singolo Eva, per partecipare  alla Festa Europea della Musica a Selinunte.

## Discografia

### Album
- 2010 - L'Amore è Cieco o Ci Vede Poco (Officina Edizioni Musicali / Mescal Edizioni Musicali)
- 2012 - Te lo giuro su Vinicio Capossela (Officina Record)
- 2016 - Chiedi all'orizzonte (iCompany)

## Formazione[10]

### Formazione attuale
- Rocco Spagnoletta - chitarra e voce (2004-)
- Dario Vista - basso e voce (2004-)
- Antonio Gruosso - fisarmonica (2004-)
- Mimmo Gruosso - tastiere (2004-)
- Renato Pezzano - chitarra elettrica (2012-)
- Antonello Ruggiero - batteria (2012-)
- Rocco Azzarino - performer (2006-)